# وزارت امور اقتصادی و ارتباطات
وزارت امور اقتصادی و ارتباطات (استونیایی: Majandus- ja Kommunikatsiooniministeerium) یک وزارت در دولت استونی است که مسئول ایجاد شرایط کلی برای رشد رقابت‌پذیر اقتصاد استونی و توسعه متوازن و حیاتی آن از طریق تهیه و اجرای سیاست‌های اقتصادی استونی و ارزیابی نتایج آن است. مقر وزارت در شهر تالین ست.
این وزارتخانه سیاست‌های اقتصادی دولت و برنامه‌های توسعه اقتصادی را در زمینه‌های زیر تدوین و پیاده‌سازی می‌کند:
- بخش ساخت و ساز و مسکن
- پست
- بخش انرژی
- جامعه اطلاعاتی
- توسعه اقتصادی و کارآفرینی
- بخش ترابری
- بخش گردشگری
- بازار داخلی اتحادیه اروپا
- بخش تجارت خارجی